# Privy seal

Sigillo privato del re Rama IX della Thailandia

Un privy seal (sigillo privato) è il sigillo personale di un monarca regnante, utilizzato per autenticare documenti ufficiali di natura personale, in contrasto con un great seal (grande sigillo), utilizzato per documenti di maggiore importanza.

## Sigillo privato d'Inghilterra
Il Privy Seal d'Inghilterra può essere fatto risalire al regno di Re Giovanni. È stato indicato che in origine fosse il sigillo che accompagnava la persona del Sovrano, mentre il Gran Sigillo doveva rimanere nella Cancelleria. Alla fine, il privy seal assunse una funzione più ampia e fu sostituito dal sigillo come sigillo personale del re. Il Great Seal Act 1884 pose effettivamente fine all'uso del Sigillo privato in Inghilterra, prevedendo che non fosse più necessario che alcuno strumento passasse sotto il Sigillo privato.

## Sigillo privato di Scozia
Esiste anche un Privy Seal di Scozia separato, che esisteva almeno dal regno di Alessandro III.
L'articolo XXIV del Trattato dell'Unione ha previsto che:
Il sigillo fu utilizzato l'ultima volta nel 1898 per eseguire la commissione che nominava il Rev. James Cooper su una Cattedra Regia all'Università di Glasgow, ma non fu mai abolito. La carica di Custode del sigillo privato di Scozia non fu ricoperta dopo la morte del Marchese di Breadalbane nel 1922.

## Sigillo privato d'Irlanda
Il 'sigillo o sigillo privato' del Regno d'Irlanda era un unico sigillo, mentre in Inghilterra e in Scozia il sigillo era un anello con sigillo separato tenuto rispettivamente dal Clerk of the Signet e dal Keeper of the Signet. Gli editti venivano emessi sotto il sigillo privato o sigillo con sigillo dal Custode del Sigillo o Sigillo Privato per autorizzare il rilascio di lettere patenti da parte del Lord Cancelliere d'Irlanda sotto il Gran Sigillo d'Irlanda.
| Date                       | Titolare                                | Note |
| -------------------------- | --------------------------------------- | --- |
| 1560–1795                  | Segretario di Stato per l'Irlanda       | Tenuto da un ufficio separato dalla Segreteria con le stesse lettere di brevetto. |
| 22 June 1795 – 1797        | Edmund Pery, Lord Glentworth            | Mentre Thomas Pelham era Segretario di Stato |
| 24 July 1797–1801          | Robert Stewart, marchese di Londonderry | Nominato Capo segretario per l'Irlanda nel novembre 1798. |
| 12 June 1801–8 May 1829    | Charles Abbot, 1º Barone di Colchester  | Nominato Primo Segretario nel febbraio 1801 e Segretario di Stato il 12 giugno 1801. Entrambi lasciati liberi quando fu nominato Presidente dei Comuni del Regno Unito nel 1802, ma rimase Custode fino alla sua morte. |
| 8 May 1829–19 October 1922 | Segretario Capo per l'Irlanda           | Il Segretario Capo era ex officio il custode ai sensi del Public Offices (Ireland) Act 1817 |

## Sigillo privato del Giappone

Privy seal del Giappone (天皇御璽)

Il Sigillo Privato del Giappone è il sigillo ufficiale dell'Imperatore del Giappone. Mentre è stampato su molti documenti statali, è separato dal Sigillo Statale del Giappone. Il sigillo privato è stato realizzato in rame a partire dal Periodo Nara. Dopo il Rinnovamento Meiji, un nuovo sigillo fu realizzato in pietra nel 1868. Il presente sigillo fu realizzato in oro nel 1874.
Il sigillo è stato mantenuto dalla Chamberlain del Giappone dal 1945, quando l'ufficio di Lord Keeper of the Privy Seal fu abolito. Il Lord Keeper era consigliere personale dell'Imperatore, una posizione adattata nel 1885 dal precedente incarico di Naidaijin.